# Norbert Auerbach
Norbert Auerbach, Norbert T. Auerbach, Norbert Theo Auerbach (4. listopadu 1922 Vídeň – 12. prosince 2009 Praha) byl česko-americký filmový producent, který se během svého působení v USA vypracoval až na pozici prezidenta produkční společnosti United Artists.

## Životopis
Vyrůstal v prostředí filmu, jeho otec Josef Auerbach, který pocházel z Polska, po příchodu do Prahy roku 1924 založil filmové společnosti Elektafilm a Slaviafilm, které produkovaly jedny z nejúspěšnějších českých předválečných filmů – Peníze nebo život (1932) s Werichem a Voskovcem, Cesta do hlubin študákovy duše (1939) ad..
Před začátkem války, v roce 1939, celá rodina emigrovala přes Paříž a Rio de Janeiro do USA. Zde Norbert Auerbach studoval ekonomiku na univerzitě v Los Angeles. Pak vstoupil do americké armády a přes 4 roky strávil u tankové divize na bojištích Evropy, vylodil se tři dny po Dni D v Normandii a došel se svou jednotkou až do Německa.
Po válce začal pracovat jako poslíček u produkční společnosti Columbia Pictures, pak u United Artists kde během let povýšil až na prezidenta firmy, kterým byl dva roky na začátku 80. let. Stál u vzniku celé řady známých a úspěšných filmů (Hair, Most u Remagenu, Muž z Ria, Rocky, Růžový panter, West Side Story nebo rané filmy Woodyho Allena) a také přišel s nápadem na zfilmování jedné knižní řady – o agentu Jejího veličenstva Jamesi Bondovi (první byl Dr. No).
Osobně se také znal s Ronaldem a Nancy Reaganovými, pro Ronalda Reagana pracoval jako poradce v době jeho prezidentského mandátu v komisi pro komunikaci a propagaci.
V roce 1985 se Auerbach vrátil do Evropy, do Paříže. Od roku 1989 žil opět v Praze, počtvrté ženatý, tentokrát s Češkou Alenou, předtím měl za ženy Američanku (dva synové), Rakušanku (dva synové) a jako první Španělku. V Praze pracoval pro Nadaci Sue Ryderové. Auerbach byl dlouholetým členem Prague Society for International Cooperation (Pražské společnosti pro mezinárodní spolupráci) – nejlépe známého za Cenu občanství Hanno R. Ellenbogena (Hanno R. Ellenbogen Citizenship Award).
V prosinci 2006 Norbert vydal knihu svých vzpomínek Z Barrandova do Hollywoodu, v níž vzpomíná na významné události svého života s nadsázkou a sebeironií. Nejedná se tedy o klasický životopis.
Zemřel 12. prosince 2009 v Praze.

## Citáty
| „ | Můj život tady je velice pohodlný, mám dost činností. Jenom někdy je těžký se smířit s tím, že patnáct let po revoluci je v hlavách lidí pořád ještě tolik problémů, které zůstaly z tamté doby. Podívejte na naši politiku, vždyť je to hanba. Politici, kteří by měli dávat příklad, dávají špatný příklad. Korupce je v celém světě, ale tady je to považované za normální. | “ |